# Ratna Pathak Shah
Ratna Pathak Shah (także Ratna Pathak) to indyjska aktorka występująca w bollywoodzkich filmach.

## Życie osobiste
Pochodzi z rodziny związanej z bollywoodzkim przemysłem filmowym. Jest córką aktorki Diny Pathak, siostrą Supriyi Pathak, szwagierką Pankaj Kapoora i żoną sławnego aktora indyjskiego Naseeruddin Shaha. Z małżeństwa z nim pochodzi syn Immadudin Shah, z którym razem zagrała w filmie wyreżyserowanym przez męża Yun Hota To Kya Hota  w 2006 roku.

## Kariera
Gra od 1983 roku w telewizyjnych serialach komediowych. Debiut w kinie w 1983 roku w Mandi. Znane role u boku męża w The Perfect Murder i w 2008 roku w cieszącej się sukcesem komedii Jaane Tu Ya Jaane Na. W obu filmach grają małżeństwo. W ostatnim  Ratna Pathak gra rolę matki głównego bohatera spierającej się z nieżyjącym mężem na temat wychowania syna. W filmie, który był indyjskim kandydatem do Oscara Paheli wraz z mężem podkładają głos marionetkom komentującym akcję.

## Filmografia
1. Jaane Tu Ya Jaane Na (2008) .... Savitri Rathore
2. Yun Hota To Kya Hota (2006) (jako Ratna Pathak Shah) .... Tara
3. Paheli (2005)  .... głos marionetki
4. Encounter: The Killing (2002) (jako Ratna Pathak Shah) .... p. Sudhakar Rao
5. Mr. Ahmed (1995) .... Amma
6. "Tara" (1993) TV series
7. Jazeere (1991) (TV) (jako Ratna Pathak Shah)
8. The Perfect Murder (1988) (jako Ratna Pathak Shah) .... Pratima Ghote
9. Mirch Masala (1985) .... pracownica w fabryce papryki
10. Heat and Dust (1983) .... Ritu, żona Inder Lala(1982. In Satipur Town)
11. Mandi (1983) .... Malti